# Калето (Мездра)
Вижте пояснителната страница за други значения на Кале.
Археологически комплекс „Калето“, съхраняващ 70-вековна история, се намира в югозападния край на Мездра, върху висок скалист рид, надвесен над левия бряг на река Искър.

## История
Хълмът е естествено защитен и разположен на място, където се пресичат основни пътища, използвани от дълбока древност до днес.
На този кръстопът на цивилизациите са събрани останки от цялата човешка история – от каменно – медната епоха до Средновековието.
Хълмът над река Искър е запазил следите от две последователно съществували укрепени селища от края на каменно-медната епоха (втората половина на V хил. пр. Хр.)и преходния период към бронзовата епоха (първата половина на IV хил. пр. Хр.), които са унищожени при стихийни пожари. Многобройните находки от разкопките на „Калето“ недвусмислено показват, че в края на каменно-медната епоха селището край Мездра процъфтява като занаятчийски център.
Една от най-значимите находки от края на каменно-медната епоха е откритото през 2008 година „Светилище на тура“, което няма аналог в България. Дивото говедо Тур било езическо божество, за което древните вярвали, че крепи света на рогата си. На същото място, където се намирало светилището на тура, около 2500 години по-късно е създадена ранно-тракийската сакрална структура. Древните траки от племето „трибали“ населявали местността до I век, когато селището заедно с цяла Мизия е завладяно от Римската империя.
Историята на „Калето“ продължава през Античността, като на това място са съществували римско укрепление от средата на II век, езически култов център от III век и укрепено селище от IV-VI век. Основите на езическото светилище, което прераства в езически култов център и сега могат да се видят лежащи точно над праисторическото „светилище на тура“. От този период са открити множество бронзови монети от времето на римските императори Дометиан, Клавдий II Готски и Проб, бронзови фибули, украшения за колан, торква и сребърно листо от лавров венец. Много рядка находка е откритата под основата на крепостната стена бронзова отливка на орел. Това е едно от най-ранните изображения на тази могъща птица – емблема на Римската империя, изразяваща властта и силата. Друга ценна находка е бронзов ключ, намерен сред останките на най-представителната сграда на Калето. Поради стратегическото разположение на римската крепост, която е най-запазената крепост от този период в България, археолозите допускат, че е открит символичният Ключ към Северозапада.
По време на Великото преселение на народите крепостта и градът са разрушавани нееднократно. През VII век по тези места дошли славяните. Последните антични монети открити тук са от времето на ранно-византийския император Юстин II (565 – 578) и посочват приблизителната дата на славянското заселване. След славяните по тези земи идват Аспаруховите българи и върху руините от късно-античното укрепено селище през IХ-ХI век се развива старобългарско селище. Крепостта и селището са превзети през ХI век, когато византийският император Василий II завладява Северозападните български земи.
Археологически комплекс „Калето“ е изграден в рамките на проекта „Историята, културата и природата – туристическите атракции на община Мездра“, спечелен от община Мездра по оперативна програма „Регионално развитие“. Реализираните по проекта дейности включват реставрационни и консервационни работи, експозиционен надзид, укрепване на крепостната стена и основи, прокарване на експозиционни маршрути. Наред с това е реконструирана и техническата инфраструктура, осигуряваща достъп до обекта. Изградена е амфитеатрална сцена и декоративна колонада. Съществуващият паркинг е разширен и реконструиран, рехабилитирана е парковата зона, изградено е художествено осветление. Експозиционната зала ни пренася през вековете и ни представя живота на хората, населявали това място от древността до средновековието. В нея се намират археологически находки, уникални предмети и останки от 5-те различни исторически периода, през които е преминала по време на своето съществуване крепостта. Комплексът разполага с информационен център, помещения за ателиета и магазин за сувенири. Изпълненият проект превърна уникалния археологически обект в атрактивна туристическа атракция, в която всеки турист има възможност да се докосне до 70 вековна история, оставила своите отпечатъци на скалистия рид над река Искър, пазещ „Каменното съкровище на Мездра“.
Комплексът е сред Стоте национални туристически обекта под номер 16А. Обявена е за национален паметник на културата. Отворена е целогодишно за посещения, има печат и марка.